# Instituto Noisinho da Silva
A Instituição Noisinho da Silva criada pela designer Érika Foureaux, tem o propósito de levar produtos, equipamentos e objetos para meninos e meninas, principalmente no ambiente escolar, de modo a aprimorar o desenvolvimento deles e a inclusão das crianças, deficientes físicas, por meio dos materiais com design próprio dos envolvidos no projeto. 

## História
Em 2003, a designer Érika Foureaux que trabalhava com uma marca francesa de mobiliário infantil, desistiu da área para criar uma linha de cadeiras que poderiam ser usadas, não só por crianças deficientes, mas também por todas as crianças e adolescentes que procurassem um bom desenvolvimento físico, seja em horário de aula ou em qualquer outro momento. Inspirada em sua filha do meio, Sophia, que possui paralisia motora, levou o sonho adiante para ajudar outras crianças na mesma situação. 
A cadeira para crianças ficarem no chão é outra criação da ONG que vem sendo elogiada por pais, professores e também por prêmios Nacionais e Internacionais. 
Hoje o Instituto que se localiza em Belo Horizonte, Minas Gerais, conta com apoio de um bom número de voluntários, entre os jovens designers, e parte do dinheiro das vendas dos produtos, criados por eles e comercializados por outra empresa. Esse dinheiro é revertido para que possam ser feitos investimentos à novas pesquisas.  

## Produtos
- Cadeira Escolar Inclusiva (CEI) foi desenvolvida a partir do estudo de 27 instituições de ensino em Belo Horizonte em diversas escolas regionais, para que todos pudessem usufruir, independente da idade, altura, largura da criança. [1]
- Ciranda Comercial

## Atividades
Integração Social; Produção da Carteira Escolar Inclusiva (CEI) e atividades educacionais, culturais e assistênciais.  

## Prêmios
- O Prêmio Bom Exemplo, que valoriza ações solidárias[5], entregou para O Projeto Noisinho da Silva o prêmio na área de inovação. [6]
- Women's Initiative Awards - premiação realizada pela marca Cartier dedicada a mulheres empreendedoras de todo o planeta, entregou a ONG o prêmio em outubro de 2014.[5]